# 高雄市公車前鎮燕巢城市快線
高雄市公車前鎮燕巢城市快線（E09），簡稱前巢快線，由統聯客運營運。分為A、B、區間模式營運。車輛提供Free 4G、USB充電服務。
E09A，起點站為捷運草衙站，終點站為國立高雄師範大學燕巢校區。

E09B，起點站為捷運草衙站，終點站為樹德科技大學（校區）。

E09 區間，起點站為國軍高雄總醫院（捷運衛武營站），終點站為樹德科技大學（校區）。

## 歷史
- 2015年9月1日：正式行駛，免費搭乘一個月。[4][5]
- 2015年10月1日：正式收費。[6][7]
- 2025年5月1日：「E10小港燕巢城市快線」併入本線，「E09鳳山燕巢城市快線」更名為「E09前鎮燕巢城市快線」。
- 2025年8月18日：「E09前鎮燕巢城市快線」改由統聯客運營運。[8][9]

## 停站
參見右側路線圖